# Compsoneura cuatrecasasii
Compsoneura cuatrecasasii är en tvåhjärtbladig växtart som beskrevs av A. C. Smith. Compsoneura cuatrecasasii ingår i släktet Compsoneura, och familjen Myristicaceae. Inga underarter finns listade i Catalogue of Life.